# 康君立
康君立（847年—894年），蔚州興唐人，世代為邊疆豪族。
乾符年間，在雲州防禦使段文楚麾下為牙校。當時群盜起事於河南，天下即將大亂，但是代北仍是年年饑荒，諸部的豪傑多數有嘯聚邀功的志向。當時段文楚縮減軍士衣物和米糧的供應，戍兵皆有怨言。康君立與薛鐵山、程懷信、王行審、李存璋等認為段文楚為人柔弱，而沙陀部李國昌父子勇冠諸軍，所以他們合謀推李國昌父子為主，儘快平定代北之地，以謀取功名富貴。康君立等乃夜訪李克用，游说他為百姓除去暴虐的主帥，取而代之。眾人遂擁立李克用為帥。到達雲州時，已聚眾達萬人，軍營駐紮在鬥雞台，城中的內應捆绑了段文楚以應李克用的軍隊。收城後，眾人共推李克用為大同軍防禦留後。得知雲州發生變故，朝廷很不高興，下詔徵兵前來討伐。不久李國昌便丟失振武，李克用又失去雲州。朝廷命招討使李鈞、幽州李可舉征討於李克用，攻李克用於蔚州。康君立進擊李可舉的部隊屢次得勝，當李國昌北奔入韃靼時，保住了李克用的軍隊。及後，李克用被授雁門節度，以康君立為左都押牙，跟從大軍入關驅逐黃巢亂軍及收復長安。李克用回太原鎮守時，授康君立為檢校工部尚書、先鋒軍使。
文德元年（888年），李罕之既失河陽，遂來向李克用歸降，並且尋求援助，李克用乃以康君立充為南面招討使，李存孝為其副將，帥師二萬助李罕之攻取河陽。是年三月，與朱溫麾下的丁會、牛存節戰於沇河。臨陣時，騎將安休休叛入敵軍，康君立遂引退。八月，康君立被授汾州刺史。大順元年，潞州小校安居受謀反，李克用派遣康君立前去將他討平，授康君立檢校左仆射、昭義節度使。自此李克用的大軍連年攻略邢州、洺州的土地，攻打孟方立，康君立常率澤州及潞州的軍隊以為掎角。
景福元年（892年），升為檢校司徒，食邑千戶。景福二年（893年），李存孝佔據邢州叛亂，李克用命康君立前去討伐，以戰功加檢校太保。乾寧元年（894年），李存孝叛亂被平定，遂班師。李存孝既死，李克用深為可惜，忿怒諸將沒有能解決他的煩惱。當初，李存信與李存孝不和，屢次互相傾奪，而康君立素來親李存信。同年九月，康君立至太原，李克用當時與諸將酒會博，因為語及李存孝之事而痛哭流涕。當時康君立因為一句說話忤逆李克用旨意，李克用便賜鴆酒毒死他，康君立當時年四十八歲。後唐莊宗李存勗即位後，以念舊之原故，下詔贈康君立為太傅。

## 延伸阅读
[在维基数据编辑]
 《舊五代史/卷55》，出自薛居正《舊五代史》